# Vaunoise, Orne
Vaunoise je občina v departmaju Orne severozahodne francoske regije Normandija. Leta 1999 je imel kraj 105 prebivalcev.
1. ↑  »Populations légales 2016«. Nacionalni inštitut za statistične in gospodarske raziskave. Pridobljeno 25. aprila 2019.